# 渡名喜織恵
渡名喜 織恵（となき おりえ、1975年4月25日 - ）は、DJ、リポーター、司会者、キャスター。沖縄県出身。宮崎公立大学人文学部国際文化学科卒業。身長は157cm、血液型はB型。株式会社ライムライト所属。

## 現在出演中の出演番組
- 「JFNニュース」（JFN、日曜 20:55 - 21:00・21:55 - 22:00）
- 「TOKYO FM」ドライバーズ・インフォ（日 8:55-18:00の間の枠）

## 過去の出演番組

### テレビ
- 民放各局「東京電力〜でんき予報」 キャスター（告知CM）
- 群馬テレビ 「ビジネスジャーナル」 リポーター
- CATV 「ミュージックボックス」 アシスタントキャスター
- iiV channel 「PMS (ヤマハ大人の音楽レッスン)」 ナビゲーター
- TOKYO MX 「熱唱！セガ カラ★うたじまん 」 キャスター
- TOKYO MX  高校野球中継  リポーター
- サイエンスチャンネル 「Message From Scientists」 キャスター
- インプレスTV 「スタパトロニクスTV」 MC
- チバテレビ他 「朝まるJUST」 キャスター（月〜水曜担当）
- J SPORTSESPN 「野球好きニュース」（試合速報部分のナレーター。週数回）
- BS11 BS11ニュース
- BS11 INsideOUT（金曜）
- 週刊まるわかりニュース（2019年2月9日放送分、VTR出演）

### ラジオ
- muzie（インターネットラジオ） 「フリッパーズカフェ」 ナビゲーター
- bayfm 「FIRST BREAK」 DJ
- bayfm 「BAY MORNING STREAM」 リポーター
- bayfm 「PRO メロ♪ SUPER SHOT」 リポーター
- TOKYO FM 「Entrance」 DJ
- TOKYO FM 「ホリデースペシャル 」 DJ
- TOKYO FM 「SKY」 キャスター（2007.7 - 2007.9 木・金曜担当）
- TOKYO FM 「PROUD presents Humming＠Living」 パーソナリティ 日曜8:00〜8:25
- JFN系「News Delivery -Evening Edition-」パーソナリティ（2010.4 - 2016.3）
- らじおBS11（2015.9 - 2016.3）

### CM
- ソフトバンクBB 「Yahoo!BB」